# Guy Serra
Guy Serra (Vernet, 1947 - Tolosa de Llenguadoc, 2000) fou un astrofísic català, pioner de l'astronomia a nivell infraroig i submil·limètric a Europa.

## Trajectòria
Nat a Vernet, al Conflent, de família de ferrers, la carrera de Serra es desenvolupà a Tolosa, on el 1974 va presentar a la Universitat Paul Sabatier la seva tesi doctoral sobre els processos de producció de radiació gamma d'alta energia.
Guy fou un dels primers a proposar l'existència de grans quantitats d'hidrogen molecular a la galàxia en forma de núvols freds i densos, capaços de condensar-se i formar estrelles i sistemes planetaris. Per poder observar aquestes regions mitjançant l'anàlisi de la radiació infraroja tèrmica dels grans de pols, va dissenyar un sistema basat en instruments de mesura ubicats a l'estratosfera mitjançant un globus. Aquesta va ésser la seva aportació a l'inici de l'astronomia espacial d'infrarojos.
Adscrit al Centre d'Etude Spatiale des Rayonnements (CESR), organisme del CNRS, Centre Nacional de la Recerca Científica, a la Universitat de Tolosa, hi creà el departament d'Univers Fred, on desenvolupà diversos projectes. Entre ells, destaca el PRONAOS (Projet National d'AstronOmie Submillimétrique) que consisteix en un telescopi gegant de dos metres de diàmetre, suspès per globus estratosfèric, que ha permès descobrir, dins de la Via Làctia, nombroses condensacions interestel·lars amb temperatura gairebé zero que representen situacions prèvies a la formació d'estrelles. Per altra banda, hom ha pogut realitzar la primera mesura espectral completa de la distorsió, en la direcció d'un cúmul de galàxies, de la radiació fòssil sorgida del big-bang.
D'altres projectes importants, en combinació amb l'Agència Espacial Europea (ESA), són els telescopis d'infrarojos instal·lats a 1.500.000 km de la Terra per un coet Ariane 5 el 2007 i que permeten estudiar els confins de l'Univers i, per tant, la seva evolució.
Formà part de diversos grups d'experts, tant al CNRS i a l'ESA com al Centre National d'Études Spatiales (CNES). Home d'una gran dimensió social, va tenir una militància sindical molt activa així com la seva pertinència al Partit Comunista.
En plena activitat de producció intel·lectual, la malaltia el va sorprendre en forma d'un limfoma, que va acabar sobtadament amb la seva vida el 15 d'agost de 2000, amb només 53 anys. Les seves despulles reposen al cementiri de Vernet.

## Dedicatòries
L'asteroide (19629) Serra, fou descobert el 1999 per A. Klotz i aquest el dedicà a Guy Serra, que havia estat el seu director de tesi.
A Tolosa hi ha un passatge que rep el nom de Guy Serra.